# Arthrowallemia formosa
Arthrowallemia formosa är en svampart som beskrevs av R.F. Castañeda, Dania García & Guarro 1998. Arthrowallemia formosa ingår i släktet Arthrowallemia, divisionen sporsäcksvampar och riket svampar.   Inga underarter finns listade i Catalogue of Life.